# 135-я смешанная авиационная дивизия
 135-я смешанная авиацио́нная диви́зия  (135-я сад) — авиационное воинское соединение истребительной авиации Вооружённых сил СССР в Великой Отечественной войне.

## Наименования
- 135-я смешанная авиационная дивизия
- 135-я истребительная авиационная дивизия

## Формирование дивизии
135-я смешанная авиационная дивизия сформирована 4 августа 1941 года.

## Расформирование дивизии
135-я смешанная авиационная дивизия 24 января 1942 года переформирована в 135-ю истребительную авиационную дивизию.

## В действующей армии
В составе действующей армии:
- с 23 ноября 1941 года по 24 января 1942 года.

## В составе соединений и объединений
| Дата            | Фронт (округ)              | Армия                             | Корпус         | Примечания |
| --------------- | -------------------------- | --------------------------------- | -------------- | ---------- |
| 04.08.1941 года | Закавказский военный округ | ВВС Закавказского военного округа |                | -          |
| 23.08.1941 года | Закавказский фронт         | ВВС Закавказского фронта          |                | -          |
| 01.10.1941 года | Закавказский фронт         | 44-я армия                        | ВВС 44-й армии | -          |
| 30.12.1941 года | Кавказский фронт           | 44-я армия                        | ВВС 44-й армии | -          |
| 25.01.1942 года | Кавказский фронт           | 44-я армия                        | ВВС 44-й армии | -          |

## Командиры дивизии
| Звание    | Имя                     | Период                  | Примечание |
| --------- | ----------------------- | ----------------------- | ---------- |
| Полковник | Салов Владимир Иванович | 04.08.1941 — 24.01.1942 |            |

## Состав дивизии
| Части                                  | Период                        | Примечание               |
| -------------------------------------- | ----------------------------- | ------------------------ |
| 84-«А» истребительный авиационный полк | 27.07.1941 г. — 20.08.1941 г. | Переименован в 348-й иап |
| 348-й истребительный авиационный полк  | 20.08.1941 г. — 10.01.1942 г. | Переименован в 743-й иап |
| 743-й истребительный авиационный полк  | 10.01.1942 г. — 24.01.1942 г. |                          |
| 50-й истребительный авиационный полк   | 10.01.1942 г. — 24.01.1942 г. |                          |
| 36-й истребительный авиационный полк   | 25.08.1941 г. — 22.10.1941 г. | вошёл в состав 25-й иад  |

## Участие в операциях и битвах
- Боевые действия в Северном Иране[2] — с 25 августа 1941 года по 28 августа 1941 года

Прикрытие частей 54-й танковой и 76-й горнострелковой дивизий при движении на направлении Джульфы, Еваглю, Маранат, выполнение разведывательных полётов с бомбометанием по скоплению иранских войск, уничтожение авиации на аэродромах.
- Бои на Крымском полуострове[2] — с октября 1941 года по 25 января 1942 года
- Керченско-Феодосийская десантная операция[2] — с 26 декабря 1941 года по 25 января 1942 года

| И-15 бис | И-153 | И-16 |